# Oberer Tirichgletscher
Der Obere Tirichgletscher befindet sich im nördlichen Hindukusch in der pakistanischen Provinz Khyber Pakhtunkhwa.
Der Obere Tirichgletscher hat eine Länge von 22 km. Er strömt entlang der Südflanke des Hindukusch-Hauptkamms, anfangs in nördlicher, später in östlicher Richtung. Sein Nährgebiet befindet sich an der Westflanke des 7708 m hohen Tirich Mir. Weitere Berge, die den Gletscher flankieren, sind Noshak, Gul Lasht Zom und Istor-o-Nal. Der Obere Tirichgletscher bildet einen Tributärgletscher des Unteren Tirichgletschers.